# Соло Сикоа
Джозеф Фату́ (англ. Joseph Fatu; род. 18 марта 1993, Сакраменто, Калифорния) — американский рестлер, выступающий в WWE. В настоящее время он выступает на бренде SmackDown под псевдонимом Со́ло Сико́а, где является действующим чемпионом Соединённых Штатов WWE. Сикоа также является нынешним лидером The Bloodline.
После того как Фату играл в американский футбол в колледже American River College в Сакраменто, в 2018 году он начал карьеру рестлера под именем Сефа Фату на независимой сцене. В 2021 году он подписал контракт с WWE и попал в NXT под именем Соло Сикоа, а через год был вызван в основной ростер, дебютировав на шоу Clash at the Castle. Сначала он присоединился к группировке The Bloodline, где стал самопровозглашенным «Вождём племени».
Фату является членом семьи самоанских рестлеров Аноа’й, в которую входят его отец Рикиши и братья Усо.

## Карьера в рестлинге

### WWE

#### NXT (2021—2022)
В августе 2021 года было объявлено, что Фату подписал контракт с WWE. Представив бренд WWE NXT, дебютировал 26 октября 2021 года на Halloween Havoc как Соло Сикоа, прервав сегмент между соведущими Грейсоном Уоллером и Эл Эй Найтом, затем атаковал Уоллера, тем самым зарекомендовав себя как фейс. Он вступил во вражду с Боа после того, как его альтер эго напал и задушил его за кулисами на эпизоде NXT 28 декабря. На эпизоде NXT от 11 января 2022 года Боа и Сикоа подрались до двойного счёта и продолжили драться за кулисами, в результате чего альтер эго Боа запустил файербол в лицо Сикоа. Это привело к матчу без дисквалификации с засчитыванием падений в любом месте на эпизоде NXT от 25 января, в котором Сикоа победил Боа, перебросив его через стол. В последующие месяцы он участвовал в матчах за звание чемпиона Северной Америки NXT на турнирах Stand & Deliver (пятисторонний матч на лестнице) и Spring Breakin' (матч тройной угрозы), но не смог завоевать титул. На эпизоде NXT от 2 августа Сикоа получил травму.

#### The Bloodline (с 2022)

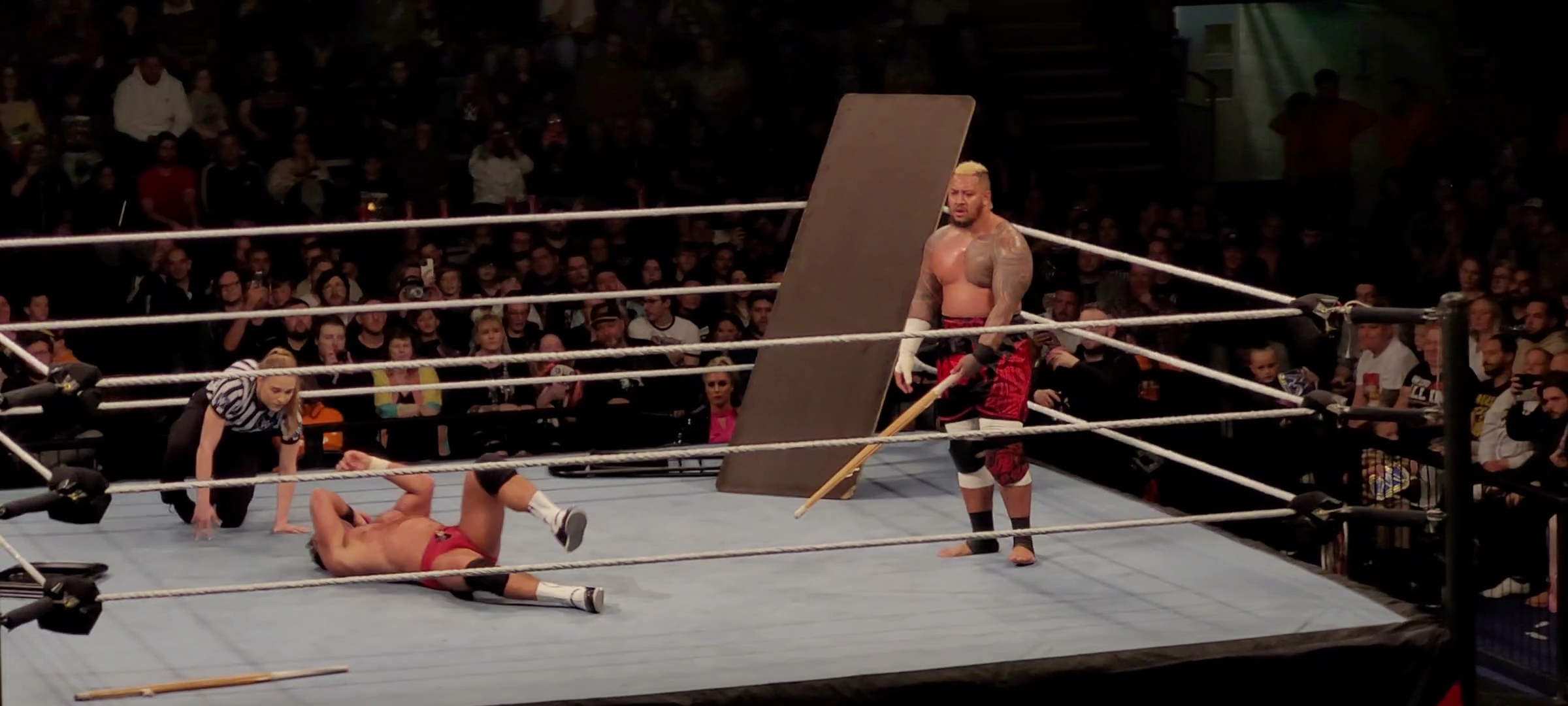
Соло Сикоа против Эл Эйт Найта в октябре 2023 года

Сикоа вернулся после травмы на премиум-мероприятии Clash at the Castle 3 сентября, вмешавшись в матч главного события между своим кузеном Романом Рейнсом и Дрю Макинтайром, он помог Рейнсу сохранить титул чемпиона Вселенной WWE против Макинтайра, а затем присоединился к The Bloodline, став, таким образом, хилом. Сикоа дебютировал в основном ростере на эпизоде SmackDown 9 сентября, проиграв Макинтайру по дисквалификации, когда Каррион Кросс атаковал Макинтайра сзади. На эпизоде NXT от 13 сентября Сикоа победил Кармело Хейса и завоевал титул североамериканского чемпиона NXT. Спустя три дня после защиты титула на SmackDown против Мэдкапа Мосса Сикоа освободил его 20 сентября из-за того, что не был допущен для голосования, которое изначально было организовано для выбора соперника Хейса. Во время защиты неоспоримого чемпионства Вселенной WWE Рейнсом против Логана Пола, Сикоа столкнулся с младшим братом Пола, Джейком Полом, который помешал Усо помочь Рейнсу сохранить титул, сразившись с ними. Позже Рейнс сохранил титул. На Survivor Series WarGames Сикоа вместе с The Bloodline победил команду «Дерушихся брутов» (Шимус, Ридж Холланд и Бутч), Дрю Макинтайра и Кевина Оуэнса в матче WarGames, что стало дебютным матчем Сико на премиальных живых шоу WWE.

## Личная жизнь
28 февраля 2023 года Фату женился на Альмии Уильямс. У пары есть два сына, которых зовут Сион и Заки Кристофер.
Фату дебютировал в качестве актёра в криминальном драматическом фильме Карин Кусамы «Время возмездия» 2018 года, сыграв роль Тэза.

## Титулы и достижения
- Arizona Wrestling Federation
  - Чемпион AWF в тяжелом весе (1 раз)[18]
- Future Stars of Wrestling
  - Чемпион FSW штата Невада (1 раз)[19]
- Pro Wrestling Illustrated
  - Группировка года (2022) — с The Bloodline
  - № 401 в топ 500 рестлеров в рейтинге PWI 500 в 2022[20]
- WWE
  - Североамериканский чемпион NXT (1 раз)[13]
  - Чемпион Соединённых Штатов WWE (1 раз)